# Войковский (Донецкая область)
Войко́вский (укр. Войко́вський) / Копани (укр. Копані) — посёлок в Амвросиевском районе Донецкой области. С 2014 года населённый пункт де-факто находится под контролем самопровозглашённой Донецкой Народной Республики.
Посёлку городского типа подчинен населённый пункт сельского типа Обрезное.

## География
В черте села находится исток реки под названием Средний Еланчик (приток Сухого Еланчика, правого притока Мокрого Еланчика, бассейна Азовского моря).

#### Соседние населённые пункты по странам света
С: Елизавето-Николаевка
СЗ: Зеркальное, Кутейниково, Металлист
СВ: Жукова Балка, Трепельное, город Амвросиевка
З: Свободное, Кленовка, Мережки
В: Новоеланчик, Ленинское, Киселёвка
ЮЗ: Обрезное
ЮВ: Ольгинское (ниже по течению Сухого Еланчика)
Ю: Павловское, Светлый Луч 

## История
Основан в XIX веке, до 1940 назывался Капаны. Переименован в честь П. Л. Войкова.
В советское время в посёлке действовал совхоз «Медаллист» Амвросиевского района. В этом совхозе трудились Герои Социалистического Труда директор Пётр Борисович Янатьев, старший агроном Сергей Иосифович Сологубов, старший конюх Василий Германович Половой, труженики совхоза бригадир Анна Дмитриевна Голубина, звеньевые Александра Прокофьевна Губанова, Анна Мироновна Красюк, Пелагея Ивановна Любомищенко и Мария Николаевна Мёд, свинарки Анна Ильинична Гулина, Анна Игнатьевна Гущина, Мария Игнатьевна Гущина и Любовь Васильевна Шевченко.
Большое значение в развитии посёлка сыграл директор совхоза Пётр Янатьев, под руководством которого в посёлке в советское время были построены различные культурно-социальные объекты и промышленная инфраструктура. 
12 мая 2016 года Верховная Рада Украины вернула посёлку историческое название Копани в рамках кампании по декоммунизации на Украине. Переименование не было признано властями самопровозглашенной ДНР.

## Население
Население — 1 476 чел. (2001 год).

## Инфраструктура
Кирпичный завод имени Войкова, бывший совхоз «Металлист». ОШ, 2 библиотеки.